# Рамус, Христиан
Христиан Рамус (дат. Christian Ramus; 5 декабря 1806, Нюкёбинг — 10 июня 1856, Копенгаген) — датский математик и преподаватель.
Поступил в университет в 1826 году и в 1832 году окончил его со степенью магистра; в 1831 году получил премию за своё диссертационное исследование. С 1831 года был лектором в Копенгагенской технической школе, а с 1833 года начал преподавать и в Копенгагенском университете; сначала бы лектором, в 1834 году стал экстраординарным, в 1850 году — ординарным профессором. Преподавал до конца жизни, с 1834 года был членом Датской королевской академии наук, с 1838 года входил в состав совета университета. В 1883 г. был избран в члены Королевского датского общества наук. Свои статьи печатал в учёных записках академии и журнале Крелля (Crelle’s Journal), также написал несколько учебников по математике.
Первая работа его авторства, «Remarques sur l’équation φ(fx) = φx·(dfx/dx)», появилась в 1832 году в журнале Крелля (том IX), в котором затем были напечатаны другие его статьи: «Solution générale d’un problème d’analyse combinatoire» (XI, 1834); «Démonstration de la formule générale d’intégration indéfinie, proposée par Mr. Hill» (XIX, 1839); «Remarques sur les tractions continues périodiques» (XX, 1840); «Theorema geometricum ad trianguli rectilinei theoriam pertinens» (там же), «Sur une propriété des équations différentielles linéaires à deux variables» (XXIII, 1842); «De integralibus differentialium algebraicarum» (XXIV, 1842); «Démonstration d’un théorème sur quelques intégrales définies» (там же); «Démonstration d’un théorème sur les équations différentielles linéaires à deux variables» (там же). В отечественном учёном издании «Danske Selsk. Skrift. Bkk.» бвышли следующие его работы: «Reduction af en Classe af Integraler beslägtede med de elliptiske» (тома IV, V, VI; 1837); «Bidrag til Theorien af Kjädebröker» (VII, 1838); «Undersögelse of Resten in Lagrange’s Räkke» (IX, 1842); «Om en Egenskab ved de lineafre Differentialliguinger med to Variable» (там же). Современниками его работы высоко оценивались с научной точки зрения, но отмечалось, что они написаны очень тяжёлым для восприятия языком.